# Piancavallo
Piancavallo is een plaats (frazione) in de Italiaanse gemeente Aviano, provincie Pordenone. De plaats ontstond eind jaren 1960, en was het eerste Italiaanse ski-resort dat met sneeuwmachines van kunstsneeuw werd voorzien. Sinds de jaren 1990 zijn er diverse wereldbekerwedstrijden voor vrouwen georganiseerd bij alpineskiën. Daarnaast worden er nog diverse skiwedstrijden georganiseerd.
De pistes rond de plaats omvatten meer dan 25 kilometer, met diverse moeilijkheidsgraden en hellingen, maar ook tracks voor snowboarders en andere wintersportfaciliteiten. In de loop van de jaren 2000 zijn de skiliften die bekendstonden om hun lage capaciteit vervangen om een betere doorstroming te kunnen garanderen.
Piancavallo is ook bekend van de wielersport. De top van de beklimming van Piancavallo ligt op 1.287m hoogte en wordt bereikt na een klim van 14,3 km aan gemiddeld 7,8%. In de Ronde van Italie wonnen de volgende renners een etappe in Piancavallo:
- 1998: Marco Pantani
- 2017: Mikel Landa
- 2020: Tao Geoghegan Hart